# Charles Carroll
Charles Carroll of Carrollton, född 19 september 1737 i Annapolis, Maryland, död 14 november 1832 i Baltimore, var en amerikansk politiker. Han var senator i den första och i den andra amerikanska kongressen. Han var den ende katolik som undertecknade USA:s självständighetsförklaring. Han kallade sig "Carroll of Carrollton" för att särskilja sig från fadern som var känd som "Carroll of Annapolis". Carrollton var namnet på gården Carrollton Manor i Frederick County som Carroll ägde.

## Ungdom och politisk karriär
Carroll studerade i Maryland, i Frankrike och i England. Han var ledamot av kontinentalkongressen 1776–1778 och var ledamot av Marylands senat 1777–1800. Carroll och John Henry valdes 1789 till de två första senatorena för Maryland i USA:s senat. Det stiftades en lag i Maryland som omöjliggjorde att sitta i både Marylands och USA:s senat samtidigt. Carroll lämnade den 30 november 1792 USA:s senat för att hålla kvar sitt mandat i delstatens senat.

## Efterkommande
Carroll avled 95 år gammal på Lombard Street i Baltimore i armarna på dotterdottern Emily Caton MacTavish. Hans sonsons son John Lee Carroll var guvernör i Maryland 1876–1880.